# McDonnell XV-1
Die McDonnell XV-1 war ein Flugschrauber, der zum Start über einen zuschaltbaren Blattspitzenantrieb am Hauptrotor verfügte.

## Geschichte
Das experimentelle Fluggerät wurde Anfang der 1950er Jahre von Kurt Hohenemser und Friedrich von Doblhoff bei der McDonnell Aircraft Corporation entwickelt, um technisch mögliche Geschwindigkeiten beim Rotorflug zu erforschen. Die Geschwindigkeit von klassischen Hubschraubern im Geradeausflug wird begrenzt durch den einseitigen Verlust des Auftriebes, da die Rotorblätter sich bei der Drehung zurückbewegen. Der Vortrieb wurde durch einen normalen Kolbenmotor (ein Sternmotor R-975 von Continental Motors) besorgt, der eine hinter dem Rumpf angebrachte Luftschraube antrieb. Zum Start wurde die Motorleistung jedoch auf zwei Kompressoren gekoppelt. Das Leitwerk wurde von zwei Auslegern getragen. Zum ersten Mal flog die XV-1 am 11. Februar 1954 ohne Fesselung. Am 10. Oktober 1955 wurden erstmals bei einem Autogyro 200 mph (320 km/h) überschritten. Zwei Maschinen wurden gebaut, bevor das Programm 1957 eingestellt wurde.